# Йоганн Крістоф Фрідріх Гутсмутс
Йоганн Крістоф Фрідріх Гутсмутс (нім. Johann Christoph Friedrich GutsMuths; 9 серпня 1759, Кведлінбург — 21 травня 1839, Ібенхайн) — німецький педагог, науковець.

## Біографія
Вивчав теологію в університеті  Галле.
Переважно Гутсмутс відомий як один з основоположників (поряд з Фрідріхом Людвігом Яном) німецької фізкультурної педагогіки. Його книга «Гімнастика для юнацтва» (нім. Gymnastik für die Jugend; 1793) була першим німецьким гімнастичним посібником. Крім того, Гутсмутсу належать підручник з плавання (нім. Kleines Lehrbuch der Schwimmkunst; 1798) та навчальний посібник з ігрових видів спорту під назвою «Ігри для тренування і відпочинку тіла і духу» (нім. Spiele zur Übung und Erholung des Körpers und Geistes; 1796), в якому, зокрема, міститься перший опис правил гри в бейсбол.
Гутсмутсу належить також ряд праць з географії — зокрема, популярний підручник «Handbuch der Geographie» (1810). У фундаментальній праці «Повний посібник по новітньому землеопису» (нім. Vollständigen Handbuch der neuesten Erdbeschreibung;
спільно з ( Гаспарі,  Хасселем,  Каннабіхом і  Укертом) Гутсмутсом написані 19 і 20 томи, присвячені  Південній Америці (1827—1830).